# Khairat Abdulrazaq-Gwadabe
Khairat Abdulrazaq-Gwadabe (sinh năm 1957) được bầu làm Thượng nghị sĩ cho khu vực bầu cử Lãnh thổ Thủ đô Liên bang Abuja, Nigeria khi bắt đầu Cộng hòa thứ tư Nigeria, hoạt động trên nền tảng Đảng Dân chủ Nhân dân (PDP). Bà giữ văn phòng từ tháng 5 năm 1999 đến tháng 5 năm 2003.
Khairat được sinh ra ở Ilorin vào tháng 4 năm 1957. B àhọc luật tại Đại học Buckingham. Sau khi ngồi vào Thượng viện, bà được bổ nhiệm vào các ủy ban về Môi trường, Sức khỏe, Phụ nữ (Chủ tịch), Nhân vật Liên bang, Du lịch & Văn hóa và Lãnh thổ Thủ đô Liên bang. Bà là thành viên của Hội đồng Đánh giá về Hải quan và Thuế quan Nigeria.
Khairat là một ứng cử viên trở thành ứng cử viên PDP cho ghế thượng viện của bà năm 2003, nhưng đã thua trong cuộc bầu cử sơ bộ. Điều này có thể là do sự hỗ trợ trước đây của cô cho một động thái luận tội Tổng thống Olusegun Obasanjo. Vào tháng 1 năm 2003, bà tuyên bố rằng cô sẽ chuyển đến Đảng Nhân dân Nigeria (ANPP) do PDP đối xử không công bằng.
Vào tháng 8 năm 2005, sáu năm sau khi kết hôn, Abdulrazaq-Gwadabe đã sinh đứa con đầu lòng, một bé trai, tại một bệnh viện ở Miami, Florida, Mỹ. Bà lúc đó 48 tuổi. Cha của em bé mới sinh, Đại tá Lawan Gwadabe, từng là thống đốc quân sự của Nhà nước Nigeria. Kể từ tháng 12 năm 2011, Thượng nghị sĩ Abdulrazaq-Gwadabe là chủ tịch của Diễn đàn thượng nghị sĩ, qua đó các cựu thượng nghị sĩ và phục vụ chia sẻ kiến thức và kinh nghiệm của họ.